# Hillerødvej (motortrafikvej)
 Hillerødvej  er en tosporet motortrafikvej mellem Kagerupvej der ligger nord for Hillerød og Kildevej ved Helsinge. Motortrafikvejen er en del af sekundærrute 267, og er en forsættelse af Hillerødmotorvejens forlængelse, der går mellem Allerød S og Bendstrupvej som ligger syd for Helsinge.
Motortrafikvejen har noget tung trafik, som skal fra nord til syd til både Gilleleje, Helsinge og Hillerød, samt af Hillerødmotorvejens forlængelse sekundærrute 267 mod København.